# Pseudemoia baudini
Espèce
Synonymes
- Leiolopisma baudini Greer, 1982

Statut de conservation UICN

 LC  : Préoccupation mineure
Pseudemoia baudini est une espèce de sauriens de la famille des Scincidae.

## Répartition

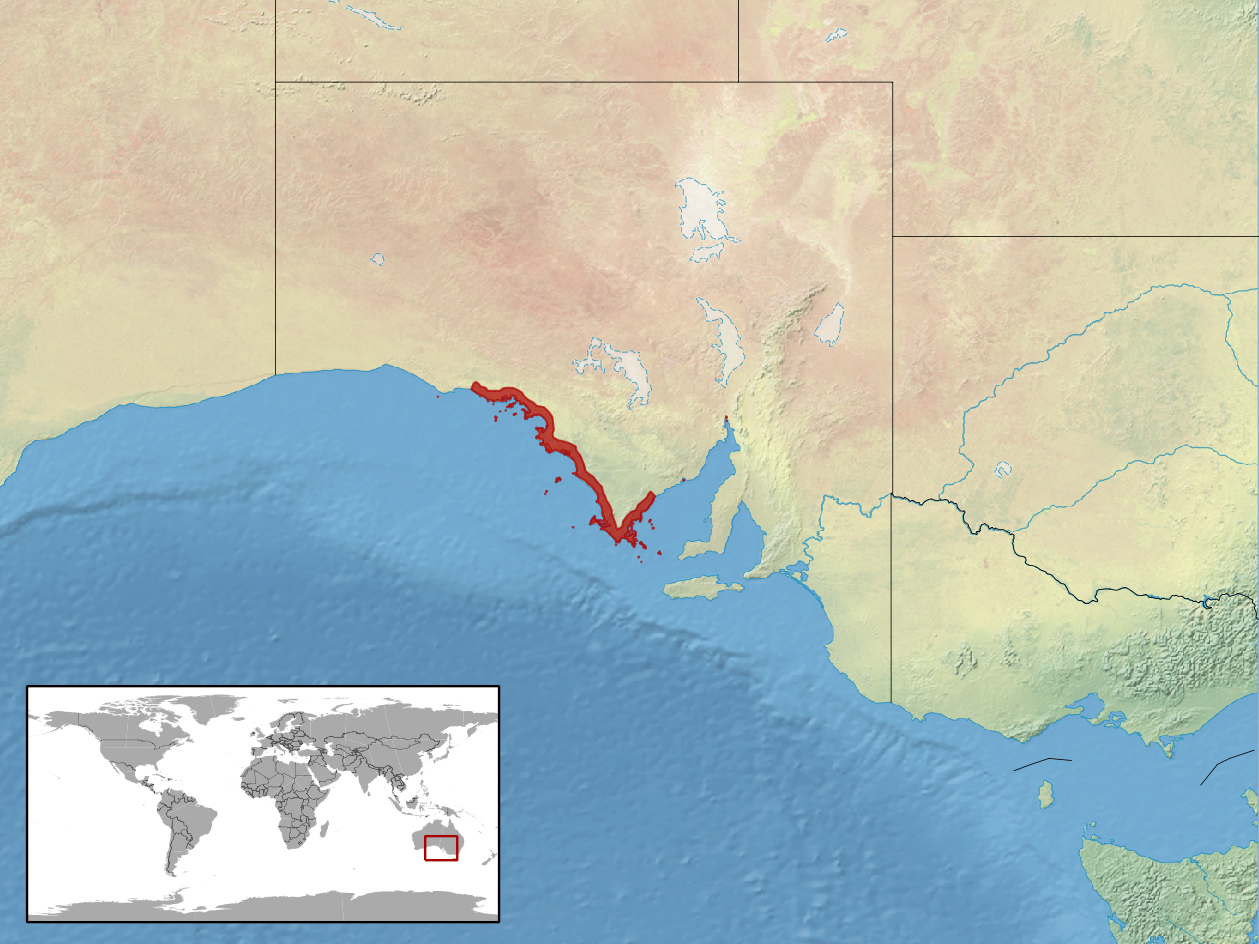
Répartition de l'espèce.

Cette espèce est endémique d'Australie. Elle se rencontre dans les régions côtières de l'Australie-Occidentale et de l'Australie-Méridionale.

## Étymologie
Cette espèce est nommée en l'honneur de Nicolas Baudin.

## Publication originale
- Greer, 1982 : A new species of Leiolopisma (Lacertilia: Scincidae) from Western Australia. Records of the Australian Museum, vol. 34, no 12, p. 549-573 (texte intégral).